# Gudur, Haveri
Gudur là một làng thuộc tehsil Haveri, huyện Haveri, bang Karnataka, Ấn Độ.